# Batalla de Creta
La batalla de Creta (en alemán: Luftlandeschlacht um Kreta; en griego: Μάχη της Κρήτης) se produjo entre mayo y junio de 1941 y supuso la ocupación de la isla griega de Creta por parte del ejército alemán durante la Segunda Guerra Mundial.
El origen de esta batalla se encuentra dentro de la campaña de los Balcanes. Tras el ataque italiano a Grecia y con la conformidad del gobierno griego, tropas británicas se establecieron en la isla de Creta a principios de noviembre de 1940 para impedir que fuese ocupada por las tropas del Eje.
Aunque los griegos rechazaron inicialmente a los italianos en la Grecia continental, la intervención alemana terminó con la resistencia aliada en el continente, forzando a reembarcar a las tropas británicas que apoyaban a las griegas. Muchas fueron evacuadas a Creta, por lo que en mayo de 1941 había en la isla unos cuarenta y tres mil soldados entre griegos, británicos, neozelandeses y australianos. La posesión de la isla era muy importante para el Reino Unido, puesto que conservaba unos excelentes puertos en el Mediterráneo oriental. Al mismo tiempo, desde sus aeródromos era posible bombardear los campos petrolíferos y refinerías de Ploieşti y constituir un peligro en el flanco suroriental del Eje, en un momento en el que se disponía a invadir la Unión Soviética.
El 27 de abril de 1941, Adolf Hitler ordenó invadir la isla. La operación la llevaron a cabo las tropas aerotransportadas al mando del General Kurt Student, participando 700 aviones de transporte y 750 planeadores apoyados por la Luftwaffe. La invasión de la isla fue llevada a cabo por 4500 paracaidistas alemanes que tardaron menos de dos semanas en ocuparla. Los británicos evacuaron sus posiciones protegidos por la Royal Navy, la cual sufrió fuertes pérdidas. Creta permaneció en poder de los alemanes hasta que su guarnición capituló en mayo de 1945.
La invasión de Creta fue la primera vez en la historia en que se realizaba un ataque a gran escala con tropas paracaidistas sin intervención de tropas terrestres. Los alemanes, gracias a contar con superioridad aérea, consiguieron transportar suficientes unidades como para derrotar a la guarnición que defendía la isla —más numerosa que los atacantes— y desbaratar la defensa naval británica, que había impedido hasta entonces a la Armada alemana acercarse a ella. Aunque la invasión se llevó a cabo con éxito, se produjo una gran cantidad de bajas entre las filas alemanas, por lo que Hitler prohibió que se repetiera una operación de este tipo. Sin embargo, los aliados quedaron impresionados del potencial de este tipo de tropas y empezaron a desarrollar sus propias unidades aerotransportadas, que tendrían gran importancia a lo largo de la guerra, por ejemplo en el desembarco de Normandía.

## Antecedentes

### Creta y la campaña balcánica
Los británicos ocuparon Creta al comenzar la guerra greco-italiana en octubre de 1940. Trasladaron una brigada, mejoraron tres aeródromos y las instalaciones ubicadas en Suda, donde instalaron una base de abastecimiento para la Armada. Durante la Operación Marita, se convirtió en el centro de abastecimiento de las unidades británicas en los Balcanes y, tras la victoria alemana, en el lugar donde se reunieron la mayoría de las tropas que lograron salvarse de la campaña griega.
El control de la isla garantizaba a los británicos superioridad aérea y naval en el Mediterráneo oriental y les otorgaba una base para posibles nuevos desembarcos en los Balcanes, razones por las que los alemanes sopesasen tomarla. En manos de los alemanes, los posibles ataques a los pozos petrolíferos rumanos y la costa griega quedarían protegidos, y se facilitaría al mismo tiempo una posible ofensiva contra el Oriente Próximo británico.
El 15 de abril, el general Kurt Student, al mando del XI Cuerpo Aéreo y subordinado al general Alexander Löhr que dirigía la 4.ª Flota Aérea en la campaña balcánica, presentó a Hermann Göring un plan para asaltar la isla. El mismo día, el alto mando envío otro plan para invadir Malta, posibilidad contemplada desde hacía tiempo y que consideraba estratégicamente más relevante que el control de Creta; el 20 de abril, Hitler se decantó, aunque sin entusiasmo, por tomar la isla griega. El 25 de abril, entregaba su directriz 28 con las instrucciones para la invasión de Creta, que recibió el nombre clave de «Operación Mercurio».

### El plan alemán
Göring debía dirigir la operación, que llevaría a cabo principalmente el XI Cuerpo Aéreo, con apoyo de otras unidades. El Ejército de tierra debía contribuir con fuerzas blindadas —un regimiento de la 5.ª División Panzer, que no iba a participar en la primera fase del ataque a la URSS— que serían transportadas por mar hasta Creta, para lo que se ordenaba también la participación de la Kriegsmarine y la solicitud de la cooperación de la Regia Marina. La operación no debía estorbar la concentración de unidades para la invasión de la URSS.
A pesar de que la campaña en el continente estaba en su última fase y los alemanes contaban con numerosas tropas terrestres en la zona, la superioridad naval británica suponía un grave obstáculo para la consecución del plan alemán. Esto otorgaba extraordinaria importancia a las fuerzas aerotransportadas, que debían llevar el peso de la operación. En su favor, estas contaban con cercanos aeródromos en Grecia y en el Dodecaneso italiano, mientras que las bases aéreas británicas en Egipto se hallaban demasiado lejos como para proteger eficazmente la isla.
Se desató un intenso debate en el alto mando alemán acerca del plan operativo para desembarcar en Creta. A pesar de que todos estaban de acuerdo en la necesidad de tomar Maleme, existían diversos puntos de vista sobre la concentración de fuerzas en la zona y el número de ellas que serían enviadas a capturar otros objetivos, como los aeródromos de Heraclión y Retino. El comandante de la Luftwaffe, general Alexander Löhr, y el comandante naval, almirante Karlgeorg Schuster, defendían una mayor concentración de tropas hacia Maleme, buscando una victoria fácil gracias a la superioridad numérica. En contraste, el generalmajor Kurt Student pretendía dispersar sus paracaidistas en un área más amplia, maximizando así el factor sorpresa, lo que podría llevar a tomar de un solo golpe los puntos estratégicos de la isla a cambio de asumir el riesgo de no contar con superioridad numérica frente a los defensores en las distintas zonas atacadas. Maleme ofrecía varias ventajas como objetivo principal: era el aeródromo más extenso de Creta, que permitía el aterrizaje de transportes de tropas pesados; estaba lo suficientemente cerca del interior para permitir cobertura aérea con cazas Bf 109 terrestres; y se encontraba próximo a la costa norte, permitiendo el desembarco naval de refuerzos con rapidez. 
Hermann Göring forzó un plan de compromiso, priorizando asegurar Maleme, pero sin descuidar el resto de las bases Aliadas. Se transportarían alrededor de quince mil hombres por aire mientras que otros siete mil alcanzarían la isla por mar. El primer día del ataque la 7.ª División Aerotransportada del general Student se lanzaría en la isla en dos oleadas, una por la mañana sobre el aeródromo de Maleme cerca de Canea y otra por la tarde cerca de los aeródromos de Retino y Heraclión. Las fuerzas alemanas se dividirían así en tres grupos: el de Maleme en el oeste, Retino en el centro de la isla y Heraclión en el este. El VIII Cuerpo aéreo debía cubrir el despliegue de la división. El ataque comenzaría con el descenso de planeadores sobre Maleme, la destrucción de las defensas para facilitar la llegada de los paracaidistas y de nuevos planeadores, que debían aterrizar en el aeródromo cada cuarto de hora para reforzar a los primeros asaltantes. Al mismo tiempo, otros planeadores debían llevar más tropas a las cercanías de Canea, donde se establecería el mando de la división. Ocho horas más tarde, una operación similar debía permitir capturar los aeródromos de Retino y Heraclión para que al día siguiente pudiesen aterrizar tropas de montaña en los aeródromos capturados. Estos debían servir, una vez en manos de las fuerzas aerotransportadas, para recibir rápidamente refuerzos, abastos y pertrechos.
Las dificultades logísticas para preparar las tropas y el material para la invasión obligaron a retrasar la fecha de su comienzo del 16 al 20 de mayo. Los bombardeos británicos para tratar de estorbar la concentración alemana de tropas apenas causaron daños. Los informes sobre los preparativos alemanes, sin embargo, les arrebataron a estos el factor sorpresa.

### La situación de la isla
Creta, de unos 255 km de longitud de este a oeste y entre 12 y 56 km de ancho de norte a sur, cuenta con montañas de hasta 2400 m de altitud en su centro, escasa agua, malas comunicaciones entre el norte y el sur de la isla y escarpadas costas en la zona meridional, donde solo el pequeño puerto de Sfakiá es destacable. La única vía de comunicación de relevancia recorre el norte de la isla cerca de la costa entre Suda y Heraclión. Esta disposición de los accidentes geográficos favorecía a los alemanes, ya que forzaba a los británicos a enviar sus suministros a Suda, al norte de la isla, y a construir los aeródromos en la misma zona, la más cercana al enemigo.

### Las fuerzas enfrentadas

#### Los defensores
Los británicos contaban en la isla con veintisiete mil soldados británicos y del resto del imperio y de catorce mil griegos, todos a las órdenes del general Bernard Freyberg. Mientras que la guarnición de la isla (unos cinco mil hombres) estaba bien armada, las fuerzas evacuadas a toda prisa del continente apenas contaban con el armamento ligero que habían podido transportar en su evacuación. Los griegos, a pesar de los bombardeos y de haber perdido a gran parte de sus reclutas en la campaña que acababa de finalizar, concedieron su ayuda en la defensa a los británicos, pero se hallaban también mal armados. Los defensores sufrían de escasez de armamento pesado, transportes y suministros. Las escasas fuerzas blindadas consistían en ocho tanques medios, doce ligeros y algunos vehículos blindados, que se repartieron en cuatro grupos asignados a los aeródromos y a la localidad de Canea. La artillería la formaban algunas piezas italianas con limitada munición, diez obuses y algunas baterías antiaéreas. Por su parte, la construcción de fortificaciones se hallaba retrasada ya que solo había comenzado con el comienzo de los reveses militares en el continente. Los británicos contaban teóricamente con 26 aviones, pero solo la mitad de ellos estaban en condiciones de volar. Ante la intensificación de los ataques alemanes previos a la invasión, los británicos retiraron sus últimos aparatos para evitar su destrucción.
La disposición británica de sus fuerzas se realizó con el objetivo de proteger los aeródromos de asaltos aerotransportados, y la bahía de Suda de posibles ataques por mar. Las unidades se dividieron en cuatro grupos autónomos, siendo el más fuerte el que protegía el aeródromo de Maleme, considerado crucial para los defensores. La falta de transportes impedía la formación de una reserva móvil. El núcleo de las defensas británicas, sin embargo, eran las unidades navales, que los mandos consideraban fundamentales para impedir la invasión de la isla.

#### Los atacantes
El general Löhr, al mando de las operaciones —era la primera vez que un general de Aviación mandaba una operación combinada—, contaba con el VIII Cuerpo Aéreo (dos escuadrillas de bombarderos medianos, una de bombarderos en picado, una de cazas monomotor y otra de cazas bimotor, cada una con 150 aparatos, además de dos grupos de reconocimiento), el XI Cuerpo Aéreo (diez grupos aerotransportados, con unos seiscientos aviones de transporte y otros tantos planeadores, un escuadrón de reconocimiento, la 7.ª División Aerotransportada —con cuatro regimientos—, la 5.ª División de Montaña, un regimiento de la 6.ª División de Montaña y otros grupos menores, un total de veinticinco mil hombres), un grupo de bombarderos para minar los alrededores del canal de Suez, una patrulla naval y un escuadrón de rescate aeronaval.
Los alemanes carecían, sin embargo, de buques de la Kriegsmarine en la región. Serían los italianos los que escoltasen los dos convoyes en los que se dividirían los siete buques de carga (de unas 300 Tm) y sesenta y tres veleros con motor que debían transportar las fuerzas de desembarco. Estos barcos de transporte provenían de las capturas de la campaña griega y se habían concentrado en el puerto ateniense de El Pireo. A este contratiempo se añadía la falta de la única división alemana adiestrada para operaciones aerotransportadas, la 22.ª División que se encontraba en Rumanía protegiendo los pozos petrolíferos de Ploieşti y no se pudo transportar a tiempo para participar en la operación. La sustituyó la 5.ª División de Montaña, que no contaba con experiencia en este tipo de operaciones.

## Operaciones previas
Los alemanes sostuvieron un bombardeo constante los días anteriores a la invasión que limitaba el transporte de abastos a los defensores a las horas centrales de la noche. Los británicos tuvieron que dividir sus fuerzas navales en dos grupos: el menor —formado por dos cruceros y cuatro destructores— debía proteger el norte de la isla de un posible desembarco, mientras que el mayor —con dos acorazados y ocho destructores— se encargaba de recorrer el noroeste de la isla para tratar de evitar la intervención de la Regia Marina. El único portaaviones en la región había sufrido tal cantidad de pérdidas en la campaña griega que no se hallaba en disposición de participar en la defensa.

## Operación Mercurio (Unternehmen Merkur)
El nombre en clave de este plan fue Merkur, como el veloz dios romano del comercio, Mercurio, que poseía pequeñas alas en los tobillos. Hitler autorizó la operación con la condición de que no debía en ninguna manera interferir con los preparativos de la Operación Barbarroja, e insistió en que era imprescindible terminar con las operaciones en Creta a más tardar a finales de mayo de 1941. Esto provocó que el alto mando alemán improvisara sobre la marcha el planeamiento de la operación. Las tropas alemanas se dividieron en tres grupos de batalla: Centro, Este y Oeste, cada uno con un nombre en clave respondiendo al tema clásico de MERCURIO. Un total de 750 efectivos en planeadores de asalto, diez mil paracaidistas, cinco mil soldados de montaña aerotransportados y siete mil de infantería naval se emplearon en la invasión. La mayor proporción de fuerzas se destinó al Grupo Oeste.

Distribución de tropas en Creta.

| Gruppe Mitte (Grupo Centro) | Marte  | Generalmajor Wilhelm Süssmann | Valle de la Prisión, La Canea, Retino |
| Gruppe West (Grupo Oeste)   | Cometa | Generalmajor Eugen Meindl     | Maleme                                |
| Gruppe Ost (Grupo Este)     | Orión  | Coronel Bruno Bräuer          | Heraklion                             |

## Desarrollo

### Primer día: 20 de mayo
Al despuntar el alba, a las 06:00 se llevó a cabo el primer bombardeo sobre el aeródromo de Maleme, Canea y la bahía de Suda, que inutilizó la mayoría de las baterías antiaéreas británicas. A las 8:00 a. m., los primeros planeadores con doce hombres cada uno comenzaron a descender sobre Maleme y los alrededores de La Canea, mientras que dos mil paracaidistas se lanzaban sobre la zona en oleadas de doscientos cada cuarto de hora. Los paracaidistas tuvieron que afrontar un nutrido fuego de los defensores, que habían construido defensas al sur del aeródromo. Un batallón paracaidista cayó demasiado lejos, al este, en un olivar cercano a Canea, donde recibió intenso fuego de los defensores. Los paracaidistas sufrieron gran número de bajas. Los generales al mando de la división aerotransportada y del grupo que asaltaba el aeródromo murieron durante los primeros momentos del asalto. Las nubes de polvo que levantaban los planeadores al aterrizar evitaron su destrucción al ocultarlos temporalmente. Con el fin de asegurar la pronta captura del aeródromo, necesaria según el plan alemán, los asaltantes que habían sobrevivido a los primeros choques lanzaron a las 15:00 un asalto sobre la colina 107 donde se atrincheraban los defensores, pero tuvieron que enfrentarse a una dura resistencia de los británicos, que utilizaron dos tanques para repeler el asalto. Los defensores impidieron el aterrizaje de dos transportes alemanes al atardecer.
Por su parte, el grupo que se había lanzado cerca de Canea y que debía capturar esta y Suda y eliminar el centro de mando de la zona cayó en terreno pedregoso y sufrió numerosas bajas. Las tropas neozelandesas, ocultas en los olivares, lograron detener el avance de las escasas tropas alemanas.
Esta oleada fue llevada a cabo por el XI Cuerpo aéreo y, aunque lanzada a la hora prevista, no logró los resultados que se esperaban: los alemanes habían subestimado considerablemente la defensa de la infantería británica, sus paracaidistas sufrieron serias pérdidas. El grupo Centro atacaba sin éxito la península de Akrotiri, que domina la bahía de Suda y Canea. 

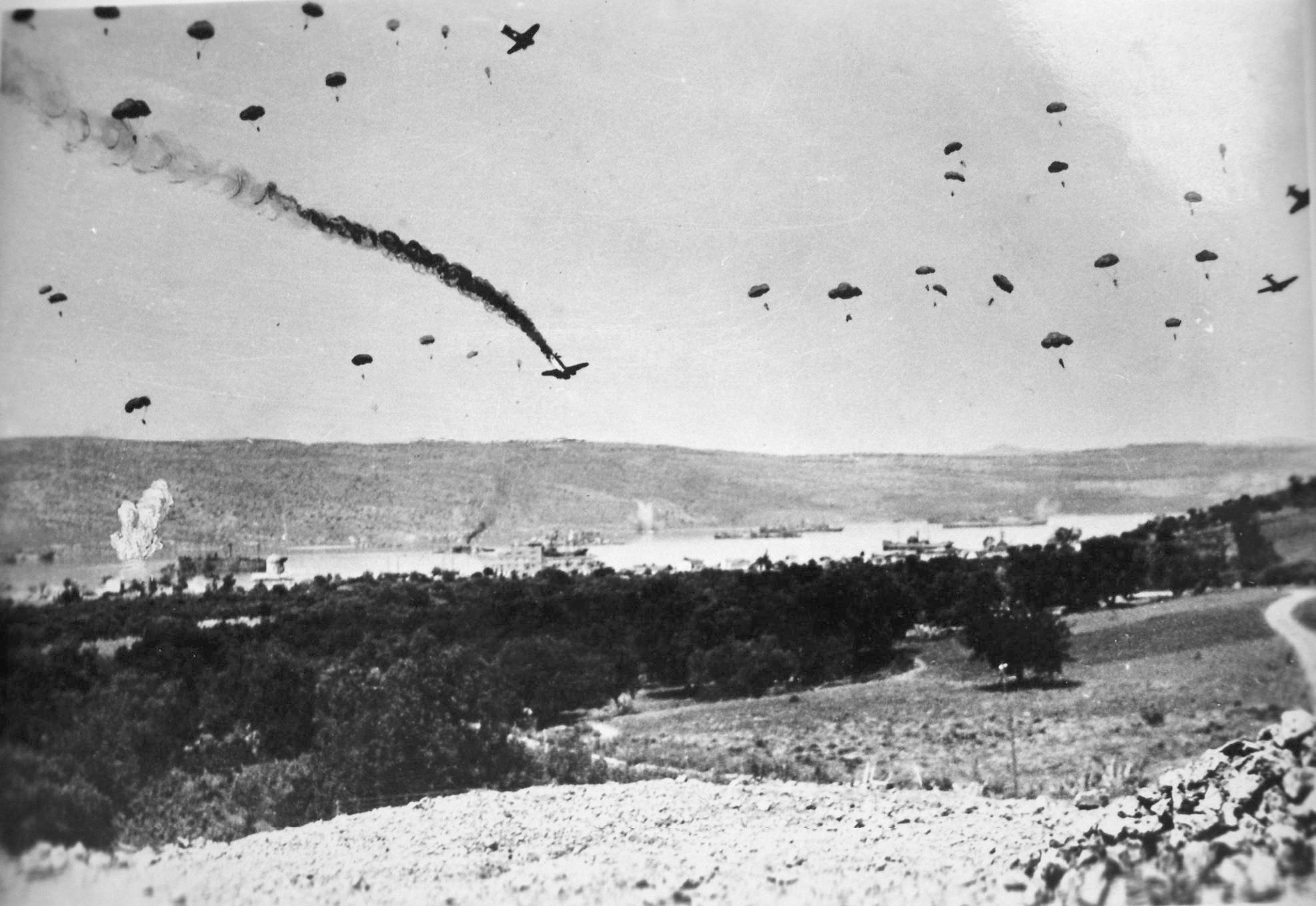
Paracaidistas alemanes durante su lanzamiento en Creta, el primer día del asalto.

El segundo bombardeo comenzó poco antes de que empezaran los lanzamientos de paracaidistas, a las 07:15. El objetivo era clavar en tierra a los británicos. 
La primera oleada tuvo éxito puesto que, de 493 Junkers Ju 52 que fueron empleados en la operación de paracaidistas, solamente siete fueron derribados. En ese momento, el cuartel general alemán en Atenas ignoraba la verdadera situación del ataque, pero contaba con el éxito de las primeras operaciones basándose en las escasas bajas de los aviones de transporte. El mando ordenó por tanto la preparación de las tropas que debían lanzarse por la tarde sobre Heraclión y Retino.
Problemas en el repostaje de los transporte hicieron que estos llegasen cuando ya los bombarderos y cazas se habían retirado, lo que impidió que estos diesen cobertura a las tropas. El primer regimiento de paracaidistas se lanzó sobre los objetivos entre las 15:00 y las 16:30 pero la resistencia británica fue tan fuerte que sufrió gran número de bajas y no pudo capturar ni los aeródromos ni las localidades que eran su objetivo. Los transportes, a menudo desorientados, dejaron a las tropas en lugares equivocados y rodeados por fuerzas superiores, lo que les impidió hacer otra cosa que tratar de mantener sus débiles posiciones y atraer a los defensores para facilitar los combates más al oeste.
Al anochecer los alemanes aún no habían capturado ninguno de los aeródromos, aunque estaban logrando avances en la colina 107 que, sin embargo, seguía controlando las pistas del aeródromo de Maleme. La 5.ª División de Montaña, que debía llegar al día siguiente según el plan alemán, no contaba todavía con aeródromo donde hacerlo. Los cuatro grupos de alemanes se hallaban aislados y no contaban con posiciones donde pudiesen recibir apoyo por aire.
Esa noche, algunos barcos británicos forzaron el cerco aéreo al que el Eje sometía la isla y zarparon hacia el norte, lo que llevó al almirante alemán Schuster a ordenar el regreso del primer convoy naval que había partido de Milos escoltado por un destructor italiano. Estos choques impidieron el desembarco previsto por los alemanes.
Las primeras noticias de Creta llegaron después de mediodía, y era ya demasiado tarde para modificar las órdenes de la segunda oleada de asalto. Problemas técnicos con las comunicaciones impidieron una salida sincronizada de los aparatos hasta el punto de que, en lugar de llegar a Creta en formación compacta, los aviones alemanes de la segunda oleada de asalto llegaron en pequeños grupos y en completo desorden. En cambio los bombarderos y los cazas del VIII Cuerpo aéreo, encargados de proteger el lanzamiento de las tropas en paracaídas, fueron puntuales y se encontraban sobre la isla sobre las 15:00. Su reserva de combustible solo les permitía permanecer allí hasta las 16:15 y tuvieron que regresar antes de que llegara la segunda ola de asalto, que no pudo ser puntual. Esto provocó que después de dos oleadas de ataque, los alemanes habían fracasado en poder capturar alguno de los tres aeródromos ingleses en la isla. Se trataba ahora para el alto mando alemán de apoderarse como fuese de algún aeródromo donde pudieran descargar tropas de infantería. La fortificación inglesa menos sólida parecía ser Máleme; allí, pues, iba a jugarse la suerte de Creta. Máleme y sus alrededores estaban defendidos por el 22.° Batallón neozelandés, a las órdenes del teniente coronel Andrew. Cuando vio que las comunicaciones con el Cuartel General habían sido cortadas, no se atrevió a seguir mandando a sus tropas por iniciativa propia y dio la orden de que se retirasen durante la noche. Su defección acarreó la pérdida de Creta.

### Segundo día: 21 de mayo
Al amanecer, aviones alemanes avistaron la flotilla británica y la atacaron; hundieron el destructor Juno y averiaron seriamente dos cruceros, entre ellos el Ajax. Alemania había obtenido la superioridad aérea. Al llegar la noticia de que la costa estaba libre hacia las 9:00, el alto mando alemán ordenó inmediatamente el envío del primer convoy, que viró de nuevo con dirección a Máleme. Aviones alemanes con base en Skarpanto e italianos provenientes de Rodas protegieron la travesía del convoy hasta Creta e infligieron daños a algunos barcos británicos; el mal tiempo, sin embargo, impidió la llegada del convoy a la isla hasta el anochecer. Al doblar el cabo Spatha, una fuerza británica que navegaba con refuerzos hacia Suda se cruzó con el convoy enemigo, inmovilizó al buque de escolta italiano y hundió la mayoría de los transportes; muchas de las tropas de montaña que transportaban se ahogaron, pero la mayoría fue rescatada por hidroaviones. El segundo convoy, que había alcanzado Milo, recibió órdenes de regresar a El Pireo para evitar el destino del primero. Este revés hizo que el Eje descartarse realizar más operaciones anfibias hasta el final de la campaña.
Algunos Junker Ju 52 realizaron aterrizajes forzosos en las playas cerca de Máleme la mañana del 21 de mayo, llevando armas y municiones que las fuerzas atacantes necesitaban desesperadamente. Las pistas del aeródromo aún se hallaban bajo el fuego de los defensores, que impedía su uso a los asaltantes. Los alemanes decidieron lanzar más paracaidistas tras las líneas que defendían el aeródromo para tratar de eliminarlas. El coronel Ramcke reunió apresuradamente 550 paracaidistas y formó una fuerza de emergencia que se lanzó a baja altura al oeste de Maleme, en una zona de viñedos, a primera hora de la tarde. Dos de las cuatro compañías de Ramcke cayeron sobre posiciones enemigas y fueron aniquiladas pero las otras dos lograron, con apoyo de otras unidades, ocupar el pueblo de Máleme y las colinas que protegían el aeródromo hacia las cinco de la tarde. Los bombardeos tácticos de apoyo no lograron, sin embargo, brindar ayuda efectiva al ataque por tierra ya que las baterías británicas se hallaban bien camufladas.
Los aviones que transportaban un regimiento de infantería de la 5.ª División de Montaña empezaron a aterrizar a las cuatro, no sin sufrir algunas pérdidas, ya que el aeródromo sufría aún bombardeos esporádicos de la artillería de los defensores. Los ataques a baja altura de la aviación alemana, sin embargo, estorbaba las acciones estos y facilitó los aterrizajes de los transportes. Los alemanes utilizaron un tanque británico que habían capturado para limpiar las pistas y los transportes comenzaron a llegar ininterrumpidamente con refuerzos y material que sellaron el destino de la campaña.
Durante esa jornada del 21 de mayo, a pesar de recibir municiones, las fuerzas alemanas no pudieron efectuar un gran avance en ninguno de los cuatro objetivos que eran la península de Akrotiri, Retino y Heraclión. A pesar de ello el alto mando alemán consideró que la fase crítica de la batalla de Creta había sido superada. Para el día siguiente se ordenó el ataque a Canea.

### Tercer día: 22 de mayo
La jornada del 22 de mayo se caracterizó por una serie de encuentros entre la aviación alemana y la armada británica, que perdió seis cruceros y cuatro destructores, además de que otros cuatro buques fueron averiados. El duro ataque de los aviones alemanes a la flota británica y las importantes pérdidas de esta forzaron su retirada del Egeo, lo que otorgó al Eje el control de la costa norte de la isla.

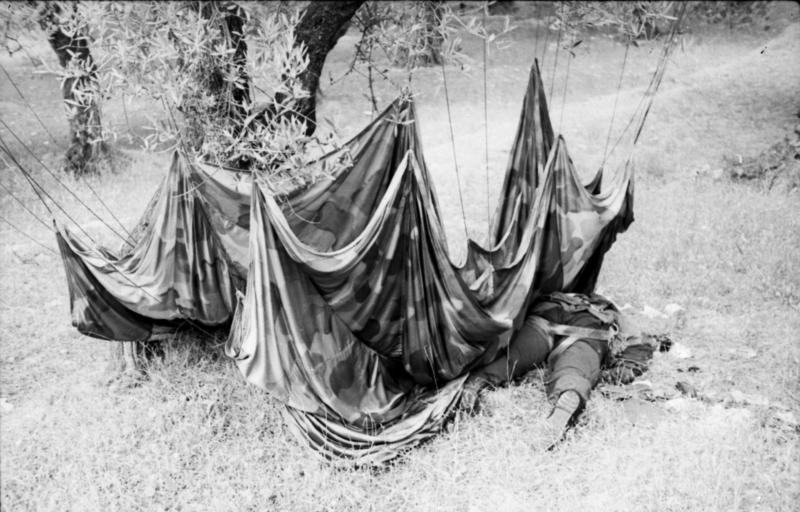
Paracaidistas alemanes muertos.

En la zona de Maleme, el general Julius Ringle, al mando de la 5.ª División, comenzó a eliminar a las fuerzas defensoras del oeste de la isla, empleando con efectividad a sus fuerzas de montaña para atacar a las concentraciones enemigas en los flancos mediante ataques sorpresa por regiones que se consideraban inaccesibles. Las tropas de montaña comenzaron su avance hacia la parte oriental de la isla que, a pesar de la tenaz resistencia de australianos, neozelandeses y griegos, resultó imparable.

### 23 de mayo
Los británicos lograron enviar aviones a Heraclión con refuerzos, lo que preocupó a los mandos alemanes, que temían perder la superioridad aérea de la que habían gozado hasta entonces si llegaban más aviones enemigos. Para evitar esto, se decidió enviar nuevas unidades de paracaidistas a la zona que impidiesen el aterrizaje de aviones británicos hasta la llegada de fuerzas terrestres alemanas para tomar definitivamente el sector.

## Días finales

### 24 de mayo
El 24 de mayo, el almirante Cunningham informó a Londres que la Armada Británica no podía ya impedir el paso de los convoyes de la Wehrmacht con destino a Creta sin sufrir pérdidas extremadamente graves. En Londres sin embargo, estaban convencidos de que los alemanes no lograrían ocupar Creta mientras solo dispusieran del aeródromo de Maleme. La respuesta enviada por Londres fue categórica: La R.A.F (Royal Air Force) y la Marina Británica debían correr cualquier clase de riesgo e impedir a toda costa que los alemanes enviaran refuerzos a Creta por mar. Al mismo tiempo era imposible reforzar la flota del Mediterráneo, ya que los navíos que habitualmente tenían su base en Gibraltar y el grueso de la "Home Fleet" (denominación que se hace a los buques de guerra estacionados en la misma Inglaterra) se hallaban volcados en la persecución del Bismarck en el Atlántico Norte.

### 25 de mayo
Tras realizar marchas forzadas por la montaña en condiciones extremas de calor durante el día y frío durante la noche y sin bestias de carga para transportar el armamento pesado, las unidades de montaña alemanas rodearon el flanco de las posiciones británicas y alcanzaron La Canea al día siguiente. Los británicos, sin embargo, se defendieron con tenacidad. Las bandas armadas cretenses también sostuvieron la resistencia gracias al conocimiento del terreno y en ocasiones cometieron mutilaciones de soldados alemanes muertos y heridos.(lo cual acarreó fusilamientos de población civil en represalia)

### 26 de mayo
El avance de las frescas tropas alemanas continuó hasta llegar al puerto de Kastelli, donde se enfrentaron al 1.er Regimiento griego.
Pasado el mediodía, un regimiento de montaña alemán sufrió por error el ataque de sus propias fuerzas aéreas, uno de los casos en los que la Luftwaffe ametralló a sus propias unidades.

### 27 de mayo
Finalmente la Wehrmacht capturó el puerto de Kastelli y pudo desembarcar algunos tanques ligeros. El mismo día, cayó finalmente en poder de las fuerzas alemanas La Canea y el puerto de Suda.

### Evacuación final
El 28 de mayo, cuatro compañías de paracaidistas se lanzaron al oeste de Heraclión de acuerdo a lo decidido cinco días antes. Tras unirse a las fuerzas que se hallaban en la zona, lograron eliminar algunas posiciones defensivas con ayuda de los bombardeos. El mando alemán decidió asaltar a la mañana siguiente la ciudad y el aeródromo. Al amanecer comenzó el asalto, que no encontró resistencia. Los italianos desembarcaron una pequeña fuerza en la bahía de Sitia y tomaron contacto con fuerzas alemanas dos días más tarde.
El general Fryberg, al ver que la situación era insostenible y sin esperanzas, había decidido ordenar la evacuación. El mismo día 28, ordenó a sus fuerzas que se dirigiesen a la costa meridional para que se las evacuase a Egipto. Comenzada la noche del 28 al 29 de mayo, la evacuación de la isla siguió durante las tres noches siguientes. La falta de resistencia en Heraclión se había debido precisamente a que la guarnición se había retirado durante la noche, mientras los alemanes preparaban el asalto a sus posiciones. La retirada británica facilitó las operaciones alemanas. Los alemanes comenzaron a desembarcar material en la bahía de Suda sin impedimentos.
El 29 de mayo, unidades motorizadas de reconocimiento alemanas alcanzaron las posiciones de Retino y al día siguiente, las de Heraclión. Los alemanes, que no se dieron cuenta de la retirada británica, continuaron el avance hacia el este con el grueso de sus fuerzas y solo enviaron un batallón hacia el sur. Solo el 31 de mayo, el Eje comenzó a enviar fuerzas relevantes hacia Sfakiá. Tras diversos choques con la retaguardia enemiga, los alemanes alcanzaron la costa sur el 1 de junio, lo que puso fin a la campaña por el control de la isla.
La Marina británica realizó una verdadera proeza: en unas cuantas horas de oscuridad durante cuatro noches, delante de la playa de Sfakiá, logró embarcar alrededor de catorce mil ochocientos hombres, más de la mitad del cuerpo expedicionario británico en Creta, que fueron trasladados a Egipto, a pesar del hostigamiento de los aviones enemigos.

## Consecuencias
El Heer y la Luftwaffe obtuvieron una sonada victoria sobre los británicos, habían capturado un punto estratégico importante en el Mediterráneo como era la isla de Creta. Pero el balance en general fue sangriento, pues costó a los ingleses más de catorce mil setecientos hombres entre muertos, heridos o prisioneros; de las 27 500 tropas destacadas en la isla, dos mil hombres y sufrido graves pérdidas entre sus fuerzas, que la habían obligado a retirarse del Egeo. Los catorce mil griegos que habían participado también en la defensa resultaron muertos o capturados. Del bando alemán se contaron entre 3986 y 6453 bajas según las diversas estimaciones; era más de lo que había costado toda la Campaña de los Balcanes. La única división alemana de paracaidistas había sido diezmada. Los alemanes perdieron además unos 350 aviones, la mayoría de transporte.
Hitler, debido al alto número de pérdidas entre los paracaidistas alemanes, no quiso volver a repetir la experiencia. En adelante se negó a confiarles un papel importante en las operaciones ofensivas. El Führer dijo al general Kurt Student en julio de 1941: «Creta demuestra que la época de los paracaidistas ha pasado.» Los ingleses, aunque dolidos y con muchas bajas, lograron consolidarse en Oriente Medio, para después reconquistar África y hacer que Italia abandonase la guerra. La posesión de Creta no constituyó para el Eje un punto desde el que poder lanzar ataques contra las posiciones británicas en Oriente Próximo sino que se convirtió en el episodio final de la campaña de los Balcanes. El comienzo de la ofensiva contra la Unión Soviética veintiún días después del final de la toma de la isla obligó al repliegue de las unidades aéreas alemanas que habían garantizado la superioridad en este campo.